# Ave Maria (Werefkin)
Ave Maria ist der Titel eines Gemäldes, das die russische Künstlerin Marianne von Werefkin 1927 malte. Das Werk gehört zum Bestand der Fondazione Marianne Werefkin in Ascona und hat die Inventarnummer 0-0-60.

## Technik und Maße
Es handelt sich um eine Temperamalerei auf Karton, 75 × 57 cm.

## Ikonografie
Dargestellt ist eine enge nächtliche Gasse. Sie wird links und rechts von drei- bis vierstöckigen Häusern gesäumt. Nur am linken Vordergrund befindet sich ein kleineres Gebäude, das über dem Erdgeschoss unter dem Dach ein Fenster mit Klappläden aufweist. Zwei Außenlampen beleuchten die Szenerie, eine an dem Häuschen ganz vorne links und eine zweite an der Ecke des vierten Hauses rechts. Die Gasse führt auf das Portal einer Kirche zu. Diese weist einen kleinen Glockenturm auf, dessen kuppelartiges Dach ein Kreuz trägt. Dargestellt ist Ernst Alfred Aye als Priester vor einem Freudenhaus.

## Die Versuchung

Michelangelo: Versuchung des Heiligen Antonius, 1487 oder 1488

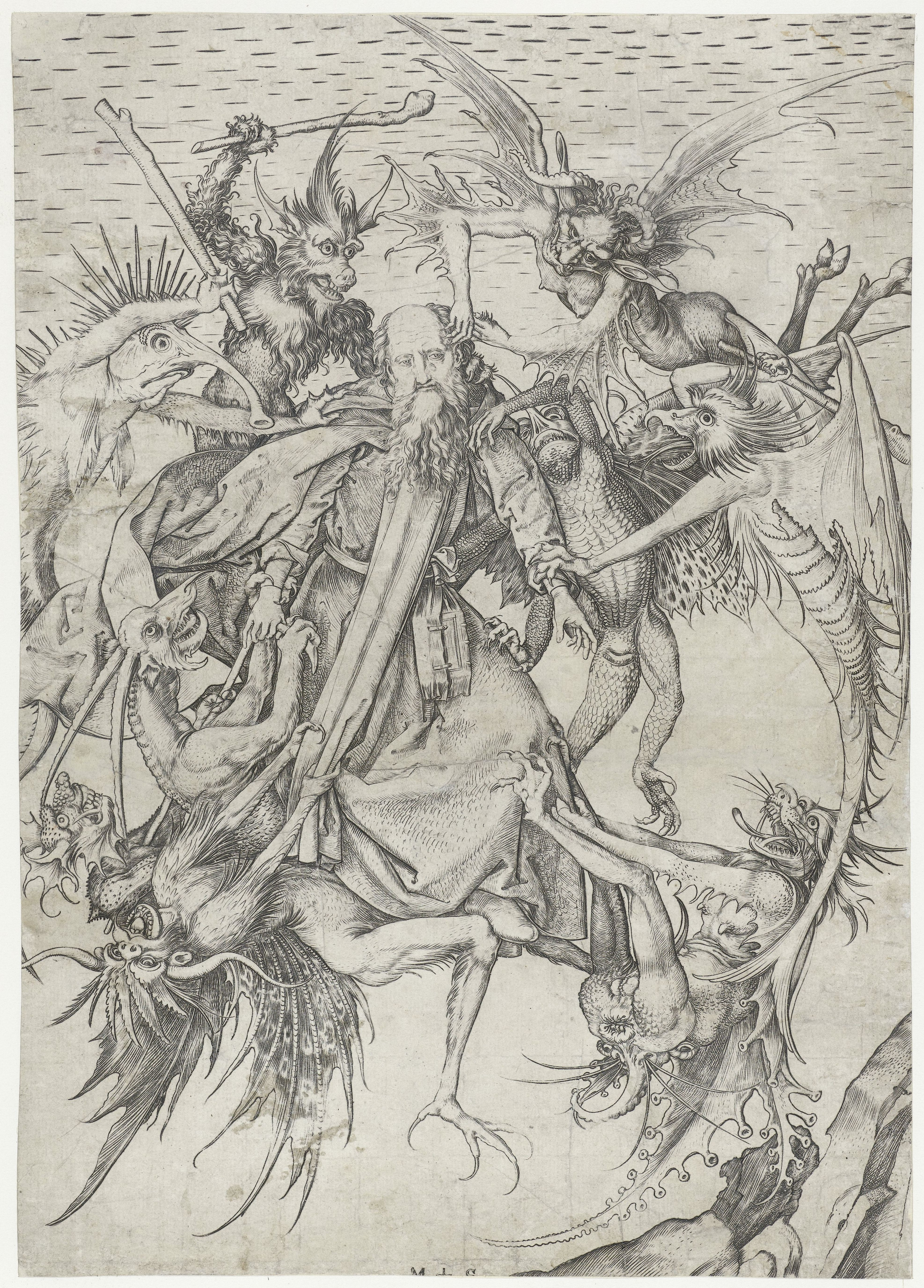
Martin Schongauer: Die Versuchung des Hl. Antonius, 1470–75

Fünf Personen beleben das Bild. Im linken Vordergrund unterhalten sich zwei ältere Frauen, die eine steht in der offenen beleuchteten Tür ihres Hauses, die andere auf der Straße. Vor dem folgenden dreistöckigen Haus befinden sich zwei junge Frauen. Die eine sitzt auf der untersten Treppenstufe, die zweite steht aufrecht etwas höher. Beide tragen rote Blumen im Haar und zeigen durch Blickrichtung ein sichtbares Interesse an dem Priester, der auf der gegenüberliegenden Straßenseite unbeirrt und zielgerichtet auf die Kirche zustrebt. Er würdigt beide Frauen keines Blickes.
Sibyllinisch ist der Bildtitel Ave Maria, den Werefkin diesem Gemälde gab. Man kann angesichts der Gegenüberstellung der beiden Frauen mit dem Kleriker davon ausgehen, dass es sich um eine Metapher auf die Versuchung des Heiligen Antonius handelt, dem „der Teufel in Gestalt einer oder mehrerer schöner Frauen erschien.“
Eine berühmte Darstellung findet sich z. B. bei Michelangelo, der sich zu seinem Bild von einer Radierung von Martin Schongauer inspirieren ließ. Weitere bekannte bildlichen Darstellungen stammen von Hieronymus Bosch und von Matthias Grünewald am Isenheimer Altar. Letzterer beeinflusste mehrere Künstler des Expressionismus, insbesondere Max Beckmann, Paul Klee und August Macke. Werefkins Gemälde stellt somit eine weitere expressionistische Nachwirkung der großen bekannten Antoniusversuchungen in der Kunstgeschichte dar.

## Form und Farbe
Die dicht aneinandergereihten Häuser verleihen der Gasse den Charakter einer tiefen Schlucht, die zentralperspektivisch sich verjüngend auf die Kirche zuführt. Der Fluchtpunkt liegt etwa in der Mitte des Portals. Am oberen Bildrand ist der Himmel zu sehen, er verengt sich trichterförmig nach unten und weist wie die Gasse ebenfalls zur Kirche. Den Nachthimmel gestaltete die Malerin ungewöhnlicherweise rot. Es sieht so aus, als stände das Kirchendach in Flammen, weißglühend umzüngeln sie das Kreuz. Weiter nach oben wechselt das Rot in ein Schwarzgrau. Man könnte vermuten, es handele sich um aufsteigenden Rauch und Ruß. Von rechts fluten bläuliche fingerartige Winde in schmalen Strömen in das aufgewühlte Farbgeschehen. Mit ausgebreiteten Flügeln flattert ihnen eine Fledermaus voran.
Auf van Gogh und dessen Farbtheorien aufbauend, benutzte Werefkin alle drei Grundfarben Gelb, Rot und Blau  mitsamt ihren Komplementärfarben Violett, Grün und Orange – und ergänzte sie mit den beiden „Nichtfarben“ Schwarz und Weiß nach van Goghs Methode, deren korrekte Beherrschung für ihn „Hirnarbeit“ bedeutete. Komplementär und ikonologisch sehr eng zusammengehörig sind die leuchtend weiße Kirche und der Priester in schwarzer Kutte. Ein giftiges rotchangierendes Licht erfasst ihn und wirft seine Figur bedeutungsvoll vergrößernd als blauen Schatten an die Hauswand. Als Modell für den Priester diente Ernst Alfred Aye, Werefkins Helfershelfer in der Kunst.